# 9470 Jussieu
9470 Jussieu este o planetă minoră (asteroid), cu un diametru de 11,941 km, din centura de asteroizi. A fost descoperită pe 26 iulie 1998 la Observatorul La Silla de Eric Walter Elst și a fost numită după famille de Jussieu⁠(d). 
Obiectul prezintă o orbită caracterizată de o semiaxă mare de 3,1502251 UAi, o excentricitate de 0,18, o înclinație de 2,03856 ° în raport cu ecliptica.